# Bulbosembia thailandica
Bulbosembia thailandica is een insectensoort uit de familie Oligotomidae, die tot de orde webspinners (Embioptera) behoort. De soort komt voor in Thailand.
Bulbosembia thailandica is voor het eerst wetenschappelijk beschreven door Ross in 2007.